# Phytomyza bipunctata
Phytomyza bipunctata este o specie de muște din genul Phytomyza, familia Agromyzidae, descrisă de Friedrich Hermann Loew în anul 1858.
Este endemică în Polonia. Conform Catalogue of Life specia Phytomyza bipunctata nu are subspecii cunoscute.